# Sắt(III) chlorat
Sắt(III) chlorat là một hợp chất vô cơ có công thức hóa học là Fe(ClO3)3. Nó không ổn định.

## Điều chế
Nó có thể được điều chế bằng phản ứng của dung dịch amoni chlorat và sắt(III) hydroxide hoặc cho chlor tác dụng với nước trong sắt(III) oxide ở thể vẩn đục. Nhiệt tạo thành của nó là 32.340 cal.

## Tính chất vật lý
Sắt(III) chlorat trong nước tạo thành dung dịch màu vàng cam. Muối kiềm của nó hầu như không hòa tan trong nước.

## Muối kiềm
Khi cho bari chlorat tác dụng với sắt(III) sunfat, một chất kết tủa màu nâu của sắt(III) chlorat kiềm sẽ được tạo thành.